# AlQaws

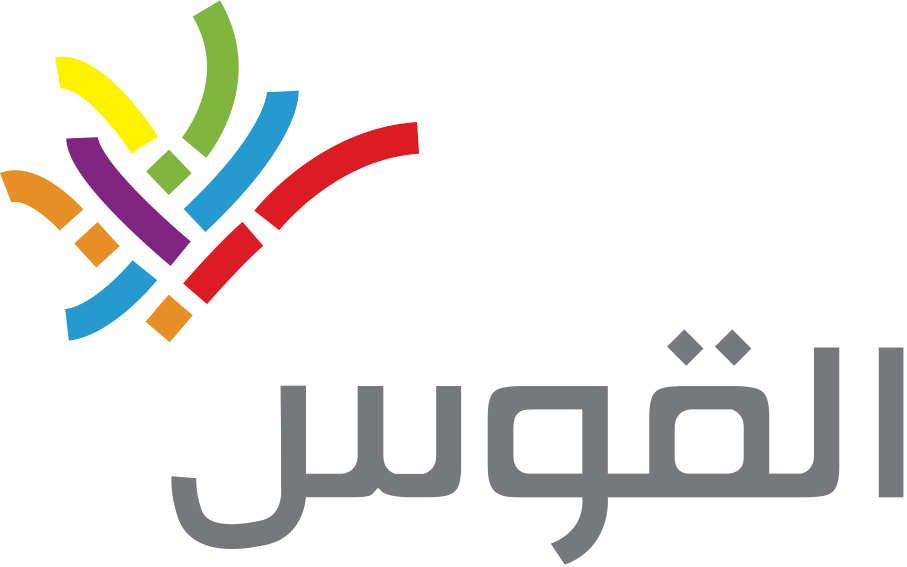
Logo von AlQaws

AlQaws (arabisch القوس للتعددية الجنسية والجندرية في المجتمع الفلسطيني, DMG al-Qaus li-t-taʿaddudiyya al-ǧinsiyya wa-l-ǧindariyya fī l-muǧtamaʿ al-filasṭīnī ‚Regenbogen für sexuelle und geschlechtliche Vielfalt in der palästinensischen Gesellschaft‘) ist eine palästinensische LGBT-Organisation. Sie setzt sich für die Rechte von palästinensischen queeren Menschen sowie für sexuelle Befreiung sowohl innerhalb der Staatsgrenzen Israels als auch innerhalb der Palästinensischen Autonomiegebiete ein. AlQaws gilt als eine der wichtigsten palästinensischen LGBT-Organisationen.

## Entstehungsgeschichte
Die Gruppe entstand in den frühen 2000er Jahren als eine der ersten queeren palästinensischen Organisationen. Keegan O’Brien schreibt: „Das Wachstum des Internets und der sozialen Medien hat zuvor isolierte palästinensische Queers mit einem zunehmend transnationalen LGBTQ-Ökosystem in Kontakt gebracht und neue Möglichkeiten zur Gemeinschaftsbildung geschaffen.“
AlQaws entstand 2001 als informelle palästinensische Gruppe innerhalb der Räumlichkeiten der jüdisch-israelischen LGBT-Organisation Jerusalem Open House. Wie viele Menschenrechtsgruppen taten sich hier Palästinenser und jüdische Israelis nach dem Oslo-Friedensprozess zusammen, mit der Zweiten Intifada kam es aber immer stärker zum Bruch mit der israelischen Mutterorganisation, die Al Qaws etwa nicht erlaubte, das Wort „Besatzung“ zu benutzen. 2005 spaltete sich Al Qaws von Jerusalem Open House ab, um sich sowohl für LGBT-Rechte als auch gegen die israelische Besatzung einsetzen zu können. Im November 2007 gründete sich die Organisation eigenständig.

## Positionen
Die Organisation kritisiert die Darstellung von palästinensischen queeren Personen als „Opfer“ einer inhärent homophoben Gesellschaft. Diese Darstellung werde unter anderem durch sogenannte Pinkwashing-Narrative reproduziert. Pinkwashing bezeichnen sie als eine Strategie, bei der Israel sein Image als LGBTQ-freundlicher Staat präsentiere, um von seiner militärischen Besatzung der palästinensischen Gebiete abzulenken. Laut AlQaisiya, Hilal und Maikey ziele Pinkwashing auf eine „Entmenschlichung von Palästinensern, Arabern und Muslimen“ ab, indem diese als rückständig dargestellt würden, während Israel als fortschrittlich gelte.
Laut AlQaisiya, Hilal und Maikey besteht eine der Herausforderungen von alQaws darin, innerhalb der palästinensischen Gesellschaft eine Auseinandersetzung mit Sexualität und Geschlecht zu fördern, ohne dabei als westlich oder „israelisierend“ wahrgenommen zu werden. Die Organisation versucht daher, queere Kämpfe als integralen Bestandteil des palästinensischen Befreiungskampfes zu positionieren. alQaws betont laut AlQaisiya, Hilal und Maikey, dass westliche Begriffe wie „Coming-out“, „Sichtbarkeit“ oder „Pride“ nicht uneingeschränkt auf den palästinensischen Kontext übertragbar seien. Stattdessen versuche die Organisation, „lokal informierte Strategien“ zu entwickeln, die sowohl gesellschaftliche als auch politische Realitäten berücksichtigen. Die Organisation verstehe queeren Aktivismus nicht als Einzelthema, sondern als Teil eines größeren Kampfes gegen verschiedene Formen von Unterdrückung, einschließlich Kolonialismus, Patriarchat und Kapitalismus.
Die Organisation sieht sich nicht als strikte LGBT-Organisation, sondern arbeitet etwa auch für die Rechte von Frauen, die Sex vor der Ehe haben oder Menschen, die ihre Sexualität offen ausleben.
AlQaws lehnt die Zusammenarbeit mit israelischen Organisationen ab, die keine explizite politische Haltung gegen die israelische Besatzung oder den Zionismus einnehmen. Diese Haltung begründet die Organisation laut AlQaisiya, Hilal und Maikey mit der eigenen Entstehungsgeschichte innerhalb eines zionistischen Rahmens und mit Erfahrungen von politischer Vereinnahmung.

## Aktivitäten und Bedeutung
AlQaws gilt neben der feministischen Organisation Aswat als eine der wichtigsten palästinensischen LGBT-Organisationen.
AlQaws hat mehrere Angestellte und betreibt Räumlichkeiten in Haifa, Ostjerusalem, Jaffa und Ramallah. Die Oranisation arbeitet mit queeren Palästinenserm im Westjordanland, im Gazastreifen, in Ostjerusalem und innerhalb der Staatsgrenzen Israels. Ziel ist es dabei, ein „nicht-fragmentiertes, dekolonisiertes palästinensisches Kollektiv“ aufzubauen, das den Spaltungen durch Kolonialpolitik entgegenwirke.
Die Organisaton führt Community-Veranstaltungen, Kulturveranstaltungen, eine Telefonhotline, Bildungsprogramme zu geschlechltlicher und sexueller Vielfalt und Kampagnen gegen Pinkwashing durch. Die Organisation führte 2019 eine Boycott, Divestment and Sanctions-Kampagne gegen den Eurovision Song Contest 2019 an, der in Israel stattfand und nach Ansicht von AlQaws einen Fall von Pinkwashing dargestellt habe. Mehr als 60 internationale Gruppen schlossen sich der Kampagne an.

## Repressionen
Viele Palästinenser haben aufgrund der Reiseeinschränkungen seitens der israelischen Besatzung wie etwa der Sperranlagen im Westjordanland keinen physischen Zugang zu den Aktivitäten der Organisation.
Als AlQaws im August 2019 unangemeldet ein Mitgliedertreffen in Nablus veranstaltete, wurde der Organisation im Westjordanland durch die Palästinensische Autonomiebehörde kurzzeitig die Schließung angedroht, diese Drohung wurde aber nach wenigen Wochen aufgrund von Protest von anderen Menschenrechtsorganisationen im Westjordanland zurückgezogen.
Die Hamas in Gaza wisse laut einem Befragten queeren Palästinenser aus Gaza in einem Artikel von Mohammed S. Abualsaid von den Aktivitäten von AlQaws im Westjordanland und unterdrücke die Meinungsfreiheit dazu.